# Сукупира-ду-Норти

Сукупира-ду-Норти на карте штата.

Сукупира-ду-Норти (порт. Sucupira do Norte) — муниципалитет в Бразилии, входит в штат Мараньян. Составная часть мезорегиона Восток штата Мараньян. Входит в экономико-статистический микрорегион Шападас-ду-Алту-Итапекуру. Население составляет 10 444 человека на 2010 год. Занимает площадь 1074,436 км². Плотность населения — 9,72 чел./км².

## Демография
Согласно сведениям, собранным в ходе переписи 2010 г. Национальным институтом географии и статистики (IBGE), население муниципалитета составляет:
| Полное население                               | Полное население                               | Полное население                               | Полное население                               | 10 444 |
| ---------------------------------------------- | ---------------------------------------------- | ---------------------------------------------- | ---------------------------------------------- | ------ |
| в том числе:                                   | Городское население                            | 4944                                           | Процент городского населения, %                | 47,34  |
|                                                | Сельское население                             | 5500                                           | Процент сельского населения, %                 | 52,66  |
|                                                | Мужское население                              | 5337                                           | Процент мужского населения, %                  | 51,10  |
|                                                | Женское население                              | 5107                                           | Процент женского населения, %                  | 48,90  |
| Плотность населения, чел/км²                   | Плотность населения, чел/км²                   | Плотность населения, чел/км²                   | Плотность населения, чел/км²                   | 9,72   |
| Население муниципалитета в % к населению штата | Население муниципалитета в % к населению штата | Население муниципалитета в % к населению штата | Население муниципалитета в % к населению штата | 0,16   |

По данным оценки 2016 года, население муниципалитета составляет 10 434 жителя.

## Статистика
- Валовой внутренний продукт на 2003 год составляет 15 659 826,00 реалов (данные: Бразильский институт географии и статистики).
- Валовой внутренний продукт на душу населения на 2003 год составляет 1501,57 реал (данные: Бразильский институт географии и статистики).
- Индекс развития человеческого потенциала на 2000 год составляет 0,594 (данные: Программа развития ООН).